# Aposphaerion
Aposphaerion is een kevergeslacht uit de familie van de boktorren (Cerambycidae). De wetenschappelijke naam van het geslacht werd voor het eerst geldig gepubliceerd in 1870 door Bates.

## Soorten
Aposphaerion omvat de volgende soorten:
- Aposphaerion fasciatum (Martins, 1971)
- Aposphaerion longicolle Bates, 1870
- Aposphaerion nigritum Galileo & Martins, 2010
- Aposphaerion punctulatum Martins & Napp, 1992
- Aposphaerion unicolor (White, 1855)